# Karl Andersson (partiledare)
Karl Andreas Andersson (i riksdagen kallad Andersson i Fiskebäckskil, senare Andersson i Stockholm), född 24 februari 1875 i Stenkyrka församling, Göteborgs och Bohus län, död 8 oktober 1968 i Danderyds församling, Stockholms län, var en svensk havsforskare, politiker och partiledare (liberal). 

## Biografi
Karl Andersson, som kom från en bondefamilj, blev filosofie kandidat vid Uppsala universitet 1899 och filosofie doktor på en avhandling i zoologi 1907. Han deltog också i den första svenska Antarktisexpeditionen (1901 - 1903) under ledning av Otto Nordenskjöld. År 1907 anställdes han som fiskeriintendent och han var 1925-1941 byråchef vid lantbruksstyrelsens fiskeribyrå. Han var även president för internationella rådet för havsforskning 1948-1952.
Andersson var riksdagsledamot i flera omgångar: den 16 januari-31 december 1913 i första kammaren för Göteborgs och Bohus läns valkrets, 1918-1919 i andra kammaren för Göteborgs och Bohus läns södra valkrets samt 1920-1925 och 1931-1933 i första kammaren för Göteborgs och Bohus läns valkrets. Som liberal politiker tillhörde han i riksdagen Liberala samlingspartiet, och efter den liberala partisplittringen 1923 anslöt han sig till Sveriges liberala partis riksdagsgrupp Liberala riksdagspartiet. I riksdagen var han bland annat suppleant i jordbruksutskottet 1920-1925 och ordförande i andra kammarens tredje tillfälliga utskott 1918. Han var som riksdagsman särskilt engagerad i fiskeri- och sjöfartsfrågor.
Karl Andersson var också partiledare för Sveriges liberala parti 1932-1934 och blev därmed partiets siste ordförande innan bildandet av det återförenade Folkpartiet.